# 남원 실상사 석등
남원 실상사 석등(南原 實相寺 石燈)은 전북 남원시 실상사에 있는 남북국 시대 신라의 석등이다. 1963년 1월 21일 대한민국의 보물 제35호로 지정되었다.

## 개요
실상사는 지리산 천왕봉의 서쪽 분지에 있는 절로, 통일신라 흥덕왕 3년(828)에 홍척(洪陟)이 선종 9산의 하나로 실상산문을 열면서 창건하였다. 이 석등은 실상사 보광명전 앞뜰에 세워져 있다.
석등은 불을 밝히는 화사석(火舍石)을 중심으로 밑에 3단의 받침을 쌓고, 위로는 지붕돌과 머리장식을 얹었는데, 평면은 전체적으로 8각형을 기본으로 하고 있다. 받침부분의 아래받침돌과 윗받침돌에는 8장의 꽃잎을 대칭적으로 새겼다. 화사석은 8면에 모두 창을 뚫었는데, 창 주위로 구멍들이 나 있어 창문을 달기 위해 뚫었던 것으로 보인다. 지붕돌은 여덟 곳의 귀퉁이가 모두 위로 치켜올려진 상태로, 돌출된 꽃모양 조각을 얹었다. 머리장식에는 화려한 무늬를 새겨 통일신라 후기의 뛰어난 장식성을 잘 보여준다.
이 석등은 규모가 커서 석등 앞에 불을 밝힐 때 쓰도록 돌사다리를 만들어 놓았으며, 지붕돌의 귀퉁이마다 새긴 꽃모양이나 받침돌의 연꽃무늬가 형식적인 점 등으로 보아 통일신라 후기인 9세기 중엽에 만들어진 작품으로 보인다.

## 사진

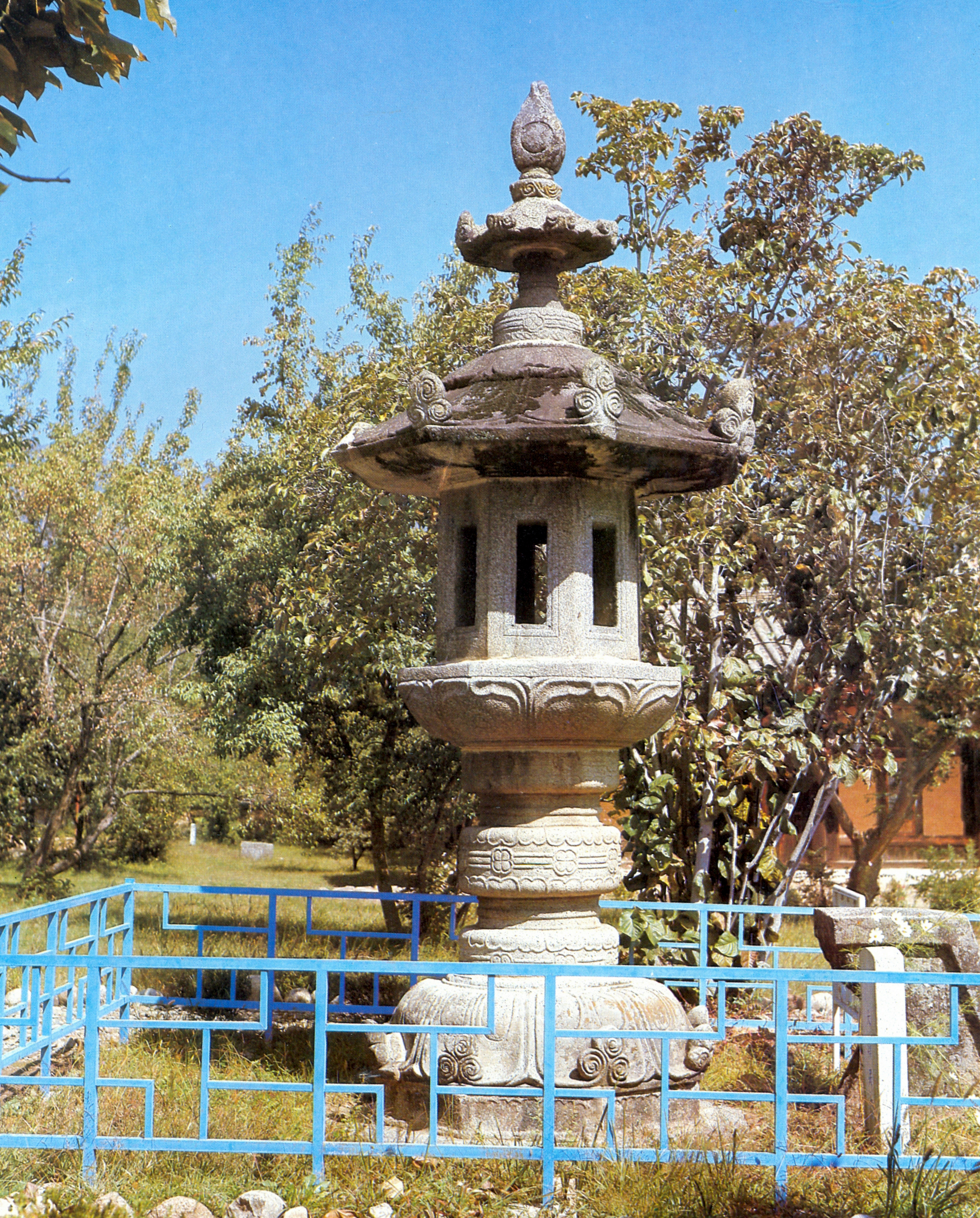
옛 모습

## 같이 보기
- 실상사

## 참고 자료
- 남원 실상사 석등 - 국가유산청 국가유산포털